# Бергер, Шарлотта
Кристина Шарлотта Ульрика Бергер, урожденная Кронхельм (швед. Charlotta Berger; 21 августа 1784 года, Линчепинг – 25 мая 1852 года) — шведская писательница, переводчица, поэтесса-песенница.

## Жизнь
Шарлотта Бергер была дочерью влиятельного графа Карла Эмиля Кронхельма (Carl Emil Cronhielm af Hakunge) и Хедвиг Ульрики Геннас (Hedvig Ulrika Boije af Gennäs). Её брат — граф Отто Август Кронхельм (Otto August Cronhielm) был известным политиком. В 1817 году она вышла замуж за майора и композитора Горана Йохана Бергера (Johan Göran Berger, 1778—1856).
Шарлотта Бергер дебютировала в литературе в качестве переводчика прежде всего французской поэзии. На раннем этапе творчества она публиковала стихи собственного сочинения, среди них были стихотворные исторические анекдоты. Её супруг, композитор Горан Йохан Бергер, сочинил музыку для некоторых её стихотворений. Самым популярным стихотворным произведение Шарлотты Бергер была баллада «Korset på Idas grav» (Крест на могиле Иды) (1816).
Шарлотта Бергер написала также несколько романов, которые публиковались сериями в нескольких номерах газеты Афтонбладет. В 1815 году Шарлота Бергер написала роман «Французские военнопленные в Швеции» (De franska krigs-fångarna i Sverige), за ним, в 1816 году, последовали романы «Hilda och Ebba eller Ruinerna vid Brahehus och Trollgrottan i San Miniatos dal» и в 1817 году — роман «Альберт и Луиза или двойное открытие» (Albert och Louise eller Den dubbla upptäckten). После замужества её творчество пошло на спад, следующий роман она написала только в 1828 году. Это был роман «Агнес и Альфред, или паучьи яблоки» («Agnes och Alfred eller De trenne äpplena»). Романы писательницы написаны в сентиментальном стиле, где главные герои — будущая семейная пара, которая побеждает все препятствия на пути к счастливому браку.
С 1823 по 1844 год она публиковала свои стихи в журнале Magasin för konst. В 1842 году Шарлотта Бергер написала две пьесы.

## Избранные произведения
- «Albert och Louise»;
- «Trollgrottan i San Miniatos dal», 1816;
- «Lustresan», 1841;
- «Kapten Dunderbergs andra resa», 1843.

### Переводы
Rousseau, Jean Jacques (1820). Drottning Capriciosa. Rimsaga. Öfversättning efter La reine fantasque, prosaisk berättelse af J.J. Rousseau. Stockholm.